# Сиднеј рустерси
Сиднеј рустерси су професионалан аустралијски рагби 13 клуб.  

## Историја
Клуб је основан 24.1.1908. под називом Истерн Субурбс Дистрикт. Такмичио се у лиги Новог Јужног Велса.
У периоду од 1911. до 1913. је освојио три титуле за редом. 
1935. забележили су најубедљивију победу над Кентерберијем 87-7.
У периоду од 1972. до 1982. освојене су две узастопне титуле.
Сиднеј рустерси су укупно освојили 15 титула првака Аустралије. Више титула имају само Саут Сиднеј рабитоси. 
Пет пута су били прваци Света. 
Главни ривали су им Саут Сиднеј рабитоси, а мало мањи ривали су им Мелбурн сторм, Кентербери Бенкстаун булдогси и Сент Џорџ Илавара дрегонси.
Утакмице као домаћини играју на фудбалском стадиону у Сиднеју. 

## Успеси
НРЛ
Прваци 15 пута, 1911, 1912, 1913, 1923, 1935, 1936, 1937, 1940, 1945, 1974, 1975, 2002, 2013, 2018, 2019
Вицепрваци 15 пута, 1908, 1919, 1921, 1928, 1931, 1934, 1938, 1941, 1960, 1972, 1980, 2000, 2003, 2004, 2010
Светски клупски изазов
Прваци Света 5 пута, 1976, 2003, 2014, 2019, 2020

## Легенде клуба
Највише одиграних утакмица - Џеред Вереа Харгревс 310 утакмица
Највише постигнутих поена - Крег Фицџибон 1 469 поена
Највише забијених есеја - Данијел Тупоу 164 есеја

## Тренери, стручни штаб
Трент Робинсон, главни тренер
Мет Кинг, помоћни тренер
Џастин Холбрук, помоћни тренер
Бојд Корднер, помоћни тренер
Џејк Френд, помоћни тренер
Купер Кронк, помоћни тренер
Брет Морис, помоћни тренер
Дејвид Сван, помоћни тренер

## Први тим, тренутни састав
Први тим
| Играч                   | Позиција |
| ----------------------- | -------- |
| Џејмс Тедеско (капитен) |          |
| Еган Бачер              |          |
| Нет Бачер               |          |
| Линсдеј Колинс          |          |
| Ангус Крајтон           |          |
| Спенсер Лени            |          |
| Тајлер Моријарти        |          |
| Марк Навакавитанасе     |          |
| Џуниор Пауџа            |          |
| Виктор Редли            |          |
| Били Смит               |          |
| Брендон Смит            |          |
| Сендон Смит             |          |
| Блејк Стип              |          |
| Роберт Тоја             |          |
| Чад Таунсенд            |          |
| Данијел Тупоу           |          |
| Де Ла Сале Ва           |          |
| Сем Вокер               |          |
| Конор Вотсон            |          |
| Науфаху Вајт            |          |
| Сијуа Вонг              |          |
| Доминик Јанг            |          |
| Етан Робертс            |          |
| Тоби Родвел             |          |
| Том Родвел              |          |